# Darlington (Indiana)
Darlington – miasto w Stanach Zjednoczonych, w stanie Indiana, w hrabstwie Montgomery.

## Demografia
W 2000 miasto to zamieszkiwały 854 osoby. W 2023 liczba mieszkańców spadła do 718 osób, a gęstość zaludnienia poniżej 898 osób/km².